# Schweizer Schule Luino

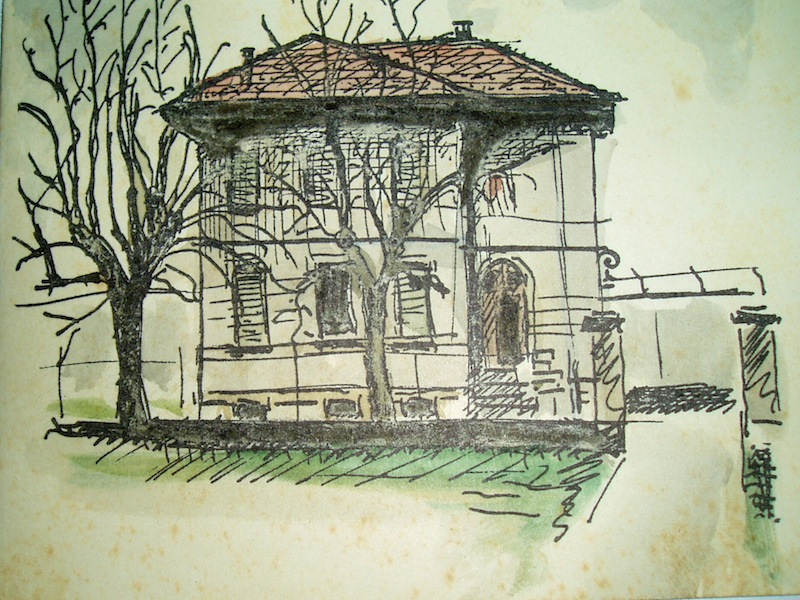
Zeichnung des Schulgebäudes Casa Elvetica 1962

Die Schweizer Schule Luino (italienisch Scuola Svizzera Luino) am Langensee wurde 1883 gegründet, feierte 1983 ihr 100-jähriges Bestehen und wurde 1990 geschlossen. Sie war nach den Schweizerschulen Neapel und Genua die dritte, die von den Schweizern für ihre Kinder im Ausland eingerichtet wurde. Ihre Entstehung ist verbunden mit der Ansiedlung der Textilindustrie in Luino durch schweizerische Unternehmer, welche in kurzer Zeit über 1000 Arbeitsplätze schufen, sowie mit dem Bau der Gotthardbahn, deren ursprüngliche Hauptlinie über Luino geplant war.

## Geschichte der Schule

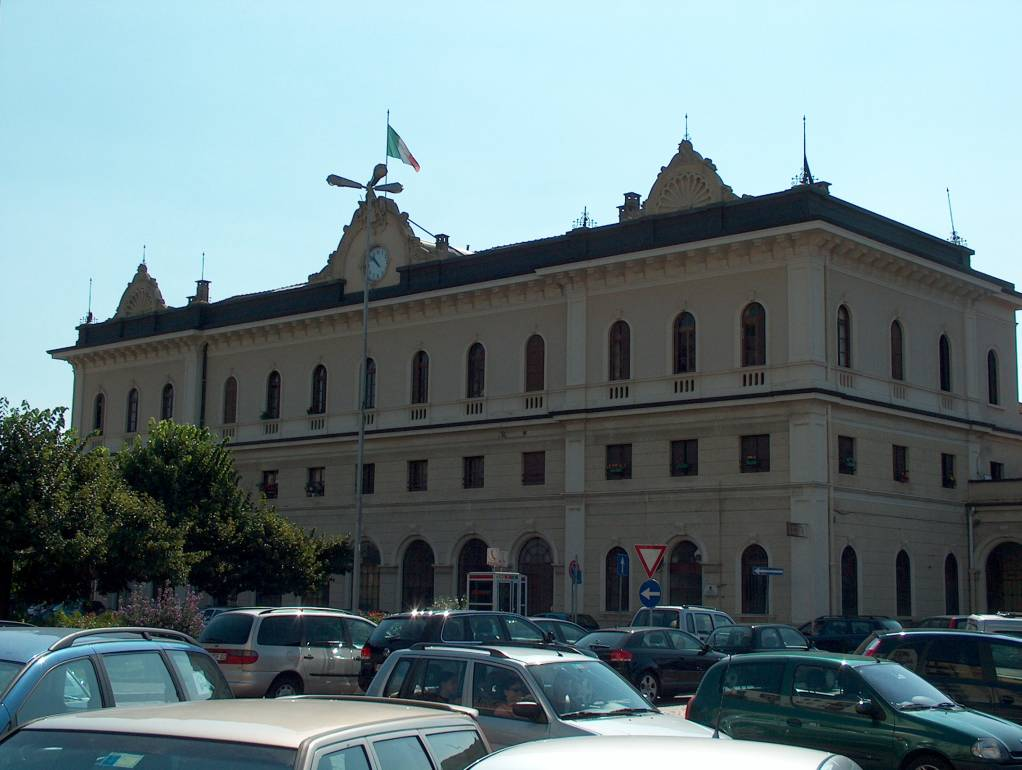
Bahnhof Luino an der 1882 in Betrieb genommenen Bahnstrecke Luino–Oleggio

Der zweite Bahnhof von Luino am See (Schmalspurbahn Ponte Tresa–Luino), Foto nach 1885

### Gründung
Am 11. September 1883 beschloss die Versammlung der Schweizerkolonie die Gründung der Scuola Svizzera di Luino. Die mehrheitlich aus der Deutschschweiz rekrutierten Kaderangestellten der Textilindustrie, die Beamten der Gotthardbahn und die Bundesbeamten von Zoll und Post waren interessiert, ihren Kindern eine Ausbildung zu vermitteln, welche sie befähigte, die höheren Schulen in der deutschen, später auch in der italienischen Schweiz zu besuchen. Die Erstfinanzierung wurde ermöglicht durch Beiträge der Vertreter der Textilindustrie, anschliessend sicherten auch das Zolldepartement und die Gotthardbahn ihre Unterstützung zu.

### Der Schulbetrieb
Im ersten Schuljahr wurde der Unterricht mit 17 Schülerinnen und Schülern auf Italienisch aufgenommen. 1885 wurde Deutsch Unterrichtssprache und Italienisch von einem Hilfslehrer unterrichtet. Mit 74 Kindern im Jahre 1907 erreichte die Schule ihre grösste Schülerzahl. Während des Ersten Weltkrieges sank die Schülerzahl auf 7 Kinder. Der Bahn- und Zollbetrieb war eingestellt worden, die beiden Lehrer kehrten in die Schweiz zurück und eine italienische Lehrerin hielt den Unterricht aufrecht. Während des Zweiten Weltkrieges sank die Schülerzahl auf 14. Im Jahre 1942 wurde die italienische Sprache der deutschen Sprache gleichgestellt. Eine italienische Lehrerin unterrichtete in ihrer Muttersprache, der Kollege aus der deutschen Schweiz erteilte den Unterricht auf Deutsch. Auf diese Weise wurde das Prinzip des Immersionsunterrichtes praktiziert.

### Lehrer und Schüler
In der über 100-jährigen Geschichte der Schule waren insgesamt 34 Hauptlehrkräfte angestellt. Die Schule stand ursprünglich für Schüler offen, deren Eltern Schweizerbürger waren.
Nach Inkrafttreten des Bundesbeschlusses von 1946, der die Unterstützung der Auslandschweizerschulen neu regelte, betrachteten sich die Oberzolldirektion und die Generaldirektionen von Post und SBB von ihren Verpflichtungen der Schweizer Schule Luino gegenüber als entbunden. Um 1950 besuchten 20–25 Kinder die Schule. Nun wurden auch ausländische Schüler aufgenommen.

## Schliessung der Schule
Mit dem Niedergang der Textilindustrie schrumpfte auch die Deutschschweizerkolonie und entsprechend der Anteil der Deutschschweizer Schüler. Die Bandweberei Steiner schloss ihre Tore im Jahre 1968. Die Weberei Hüssy folgte 1972. Als letzte stellte 1978 die Spinnerei Hüssy ihren Betrieb ein. Mit dem Wegfall des für die Schule zentralen Industriezweiges, welcher die Gründung der Schule veranlasst hatte, stellte sich bald auch die Frage ihrer Existenzberechtigung.

### Italienisch wird Unterrichtssprache

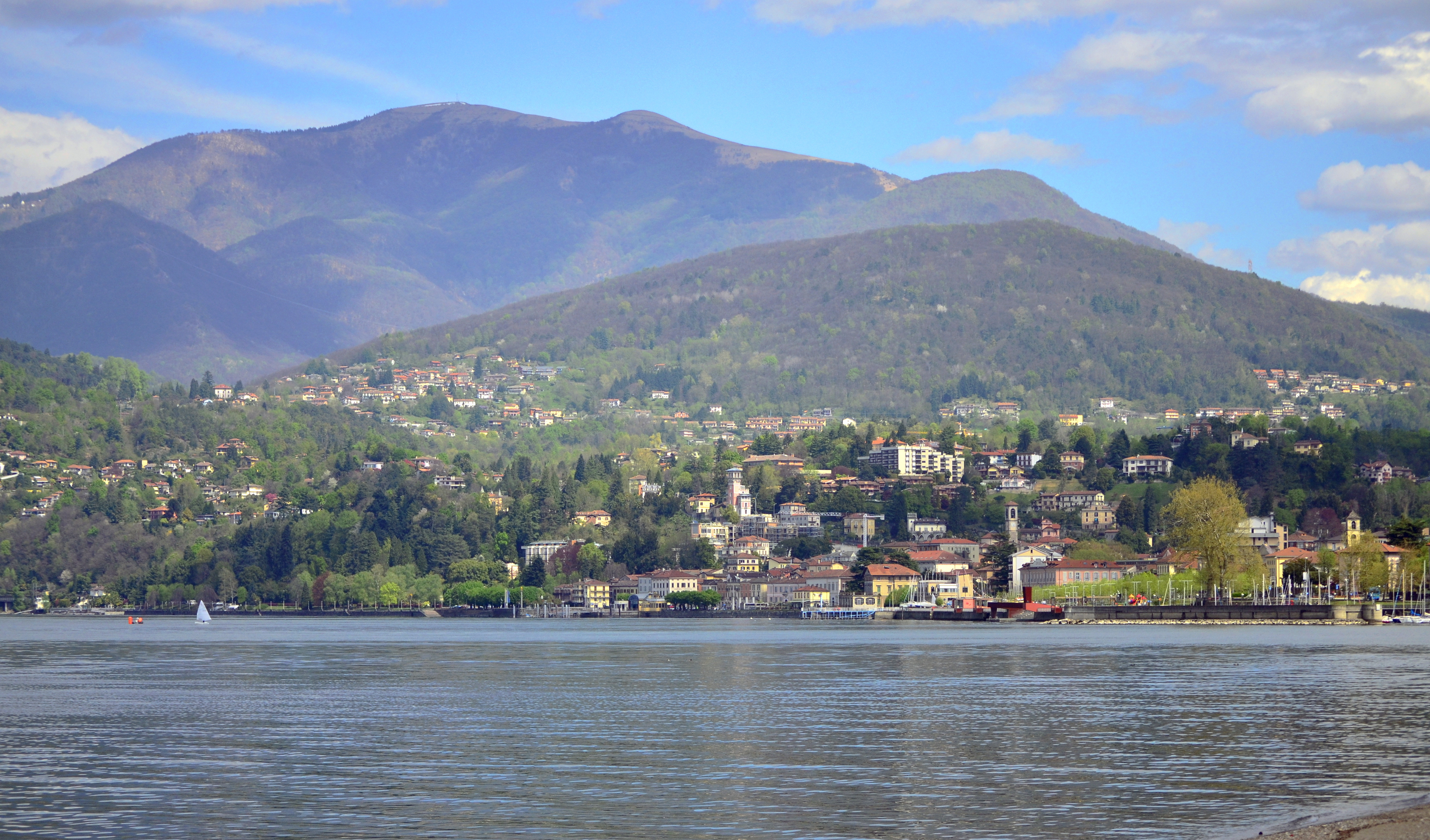
Luino vom Langensee aus gesehen

Im Zusammenhang mit dem Rückgang deutschsprachiger Schüler wurde überprüft, ob Deutsch weiterhin als Hauptunterrichtssprache gepflegt werden sollte. 1973 übernahm der Kanton Graubünden das Patronat über die Schule, und es wurde beschlossen, die deutsche Sprache noch als Fremdsprache zu unterrichten. Ab diesem Zeitpunkt erteilten zweisprachige Lehrkräfte aus dem italienischsprachigen Teil des Kantons Graubünden den Unterricht.

### Der Schliessungsbeschluss
Im Schuljahr 1989/90 besuchten noch 16 Schülerinnen und Schüler der Jahrgangsstufe 1 bis 5 die Schule. Im letzten Jahresbericht des Schulrates heisst es: “Avendo deciso di chiudere i battenti alla fine dell’anno scolastico 1989/1990 solo 2 allievi italiani frequentano ancora il nostro istituto.” (deutsch: „Nachdem beschlossen worden ist, auf Ende Schuljahr 1989/90 die Schule zu schliessen, besuchen nur noch zwei italienische Schüler unsere Schule.“) Für die Schweizer Schüler wurde in Absprache mit der Schule im nahen Ponte Tresa eine Lösung gefunden. Die beiden Lehrerinnen wurden pensioniert bzw. beurlaubt.

### Die Schulgebäude
1931 baute die Schweizerkolonie die Casa Elvetica an der Via Bernardino Luini. An der Finanzierung der Casa Elvetica beteiligten sich die Vertreter der Textilindustrie, Privatpersonen, die Eidgenossenschaft mit einem Beitrag aus der Bundesfeierspende und die protestantische Kirche, für die ein Kirchensaal eingerichtet wurde. Als Vertreter Hitlerdeutschlands während des Zweiten Weltkrieges in Luino einzogen, befürchteten die Schulverantwortlichen, dass die Besetzer aus der Scuola Svizzera eine Deutsche Schule machen könnten. Um dies zu verhindern, wurden die Aktien der Casa Elvetica der Schweiz überschrieben und diese beim Konsulat in Mailand hinterlegt. Nach Kriegsende konnte diese Massnahme wieder rückgängig gemacht werden. Die Casa Elvetica wurde 1992 an die italienische Genossenschaft Coop verkauft. Diese benötigte das Gelände für die Erstellung ihres Erweiterungsbaus im Jahre 2003.